# C.F.L. Mourier
Charles Ferdinand Léonard Mourier (født 1. december 1800 i København, død 25. juni 1880 sammesteds) var en dansk overretsassessor og konferenceråd.
C.F.L. Mourier var medlem af Folketinget 1849-1852 valgt i Københavns 6. kreds, men genopstillede ikke ved valget i 1852. Han var kongevalgt medlem af rigsrådene af 16. juli 1854 og 2. oktober 1855, samt medlem af rigsrådets landsting 1864-1866.